# توینکل خانا
توینکل خانا (با نام تینا جاتین خانا) (به انگلیسی: Twinkle Khanna) (زاده ۲۹ دسامبر ۱۹۷۴) بازیگر هندی است.
از فیلم‌هایی که وی در آن نقش داشته‌است می‌توان به باران و وقتی عشق برای کسی اتفاق می‌افتد اشاره کرد.
او فرزند راجش خانا و دیمپل کاپادیا بازیگران معروف هندی است و رینکی خانا خواهر اوست. همچنین آکشی کومار سوپراستار معروف هندی همسر اوست. همچنین او یکی از معروف‌ترین نویسندگان هندی است
او از صمیمی‌ترین دوستان کارن جوهر تهیه‌کننده و کارگردان هندی است و همچنین کارن جوهر در فیلم داره یه اتفاقایی می افته برای نقش تینا ابتدا او را در نظر داشت. توینکل خانا در سال ۲۰۱۶ جایزه الهام بخش‌ترین زن هندی را دریافت کرد او و آکشی کومار برای اولین بار همدیگر را برای عکس برداری فیلم فیر ملاقات کردند

## به عنوان بازیگر
| سال  | نام فیلم                       | نقش                | بازیگر نقش مقابل     |
| ---- | ------------------------------ | ------------------ | -------------------- |
| ۱۹۹۵ | باران                          | تینا               | بابی دئول            |
| ۱۹۹۶ | جان                            | کاجال              | اجی دیوگن            |
| ۱۹۹۶ | دلم دیوانه تو                  | کومال              | سیف علی خان          |
| ۱۹۹۷ | آه،این عشق (Uff! Yeh Mohabbat) | سونیا              | آبیشک کاپور          |
| ۱۹۹۷ | تاریخ                          | نینا               | اجی دیوگن            |
| ۱۹۹۸ | وقتی عشق برای کسی اتفاق می‌افتد | کومال              | سلمان خان            |
| ۱۹۹۹ | بازیکن بین‌المللی               | پایال              | آکشی کومار           |
| ۱۹۹۹ | ظلمی                           | کومال              | آکشی کومار           |
| ۱۹۹۹ | پادشاه                         | سیما               | شاهرخ خان            |
| ۱۹۹۹ | این بمبئی است عشق من           | جزمین              | سیف علی خان          |
| ۲۰۰۰ | نفرت                           | روپا               | عامر خان             |
| ۲۰۰۰ | برادر من                       | پوجا(حضور افتخاری) | سانجی دات            |
| ۲۰۰۰ | نوکر همسر                      | دورگا              | گوویندا              |
| ۲۰۰۱ | جودی شماره ۱                   | تینا               | گووینداسانجی دات     |
| ۲۰۰۱ | برای عشق کاری خواهد کرد        | آنجلی              | سیف علی خانفردین خان |

## به عنوان تهیه کننده
- پدمن. تهیه‌کننده
- تیز مار خان. تهیه‌کننده
- متشکرم. تهیه‌کننده
- دلداده. تهیه‌کننده
- خانه پاتیالا. تهیه‌کننده